# ドミニク・パーセル
ドミニク・パーセル（Dominic Purcell, 1970年2月17日 - ）は、イギリス生まれオーストラリア育ちでアメリカ合衆国を拠点に活動中の俳優。

## 来歴
イングランドで生まれ、ノルウェー人の父とアイルランド人の母によってオーストラリアで育てられた。西オーストラリア・パフォーミングアート・アカデミーで学び、オーストラリアのテレビ番組に出演するようになる。
2005年からはテレビシリーズ『プリズン・ブレイク』にて、主役マイケルの兄のリンカーン・バローズ役で出演した。この作品はアメリカ合衆国で長期シリーズとして人気を博し、準主役級だった彼は、大いに人気を上げた。

## 人物
2000年にアメリカ合衆国の永住権を取得して、妻と4人の子供と共にロサンゼルスに在住し、拠点をアメリカ合衆国に移す。2007年に妻と離婚した。

## フィルモグラフィー

### 映画
| 年   | 題名                                                                        | 役名                             | 備考                         |
| ---- | --------------------------------------------------------------------------- | -------------------------------- | ---------------------------- |
| 1999 | バーティカル・クライシス First Daughter                                     | トロイ・ネルソン                 | テレビ映画                   |
| 2000 | M:I-2 Mission: Impossible ll                                                | ウルリッチ                       |                              |
| 2001 | クリミナル・サスペクツ Scenes of the Crime                                  | マーク                           | 日本劇場未公開               |
| 2001 | インビンシブル Invincible                                                   | キース・グレディ                 | テレビ映画                   |
| 2002 | リベリオン Equilibrium                                                      | シーマス                         |                              |
| 2003 | ゴーストアビス Visitors                                                     | ルーク                           | 日本劇場未公開               |
| 2004 | スリーウェイ 誘う女たち Three Way                                           | ルイス・“リュー”・ブロックバンク | 兼製作補 日本劇場未公開      |
| 2004 | ブレイド3 Blade: Trinity                                                    | ドレイク                         |                              |
| 2006 | ディテンション The Gravedancers                                             | ハリス・マッケイ                 | 日本劇場未公開               |
| 2007 | カニング・キラー/殺戮の沼 Primeval                                          | ティム・マンフレイ               | 日本劇場未公開               |
| 2009 | ブラッド・クリーク Blood Creek                                              | ヴィクター・アラン・マーシャル   | 日本劇場未公開               |
| 2011 | ライジング・サン 〜裏切りの代償〜 House of the Rising Sun                   | トニー                           | 日本劇場未公開               |
| 2011 | 脱獄者 Escapee                                                              | ジャクソン                       | 日本劇場未公開               |
| 2011 | キラー・エリート Killer Elite                                               | デイヴィス                       |                              |
| 2011 | わらの犬 Straw Dogs                                                         | ジェレミー・ナイルズ             |                              |
| 2012 | バッド・ガンズ Bad Karma                                                    | マック                           | 日本劇場未公開               |
| 2012 | ハイジャッキング Hijacked                                                   | オットー・サウスウェル           | 日本劇場未公開               |
| 2013 | オフィサー・ダウン Officer Down                                             | ロイス・ウォーカー               | 日本劇場未公開               |
| 2013 | ウォールストリート・ダウン Assault on Wall Street                           | ジム・バックスフォード           |                              |
| 2013 | ヴァイキングダム Vikingdom                                                  | エイリック                       |                              |
| 2013 | ブレンダン・フレイザー 追撃者 Breakout                                      | トミー・バクスター               | 日本劇場未公開               |
| 2013 | ザ・シューター 大統領暗殺 Suddenly                                          | バロン                           | 日本劇場未公開               |
| 2013 | アイス・ソルジャー Ice Soldiers                                             | マルロー                         | 日本劇場未公開               |
| 2014 | デス・リベンジ ラストミッション In the Name of the King 3: The Last Mission | ハザン・ケイン                   |                              |
| 2014 | ザ・バッグマン 闇を運ぶ男 The Bag Man                                       | ラーソン                         |                              |
| 2014 | リベンジ・ファイト A Fighting Man                                           | セイラー・オコナー               | 日本劇場未公開               |
| 2014 | ジェノサイド・ゲーム Turkey Shoot                                           | リック・タイラー                 | 日本劇場未公開               |
| 2015 | アバンダンド 太平洋ディザスター119日 Abandoned                              | ジム                             | 日本劇場未公開               |
| 2015 | 必殺処刑チーム Gridlocked                                                   | デヴィッド・ヘンドリックス       | 日本劇場未公開               |
| 2015 | ワイルド・マックス Issolation                                               | マックス                         | 兼製作総指揮 日本劇場未公開  |
| 2021 | ブラッド・レッド・スカイ Blood Red Sky                                      | バーグ                           | Netflixオリジナル映画        |
| 2023 | ラスト・ブラッド 不死身の男 Assassin                                        | エイドリアン                     |                              |
| 2023 | ザ・コンフィデンシャル Confidential Informant                               | トム・モラン                     | 日本劇場未公開               |
| TBA  | Cassino in Ischia                                                           | ニック・カッシーノ               | レイ・スティーヴンソンの代役 |

### テレビ
| 年              | 題名                                                                  | 役名                                        | 備考                                                                 |
| --------------- | --------------------------------------------------------------------- | ------------------------------------------- | -------------------------------------------------------------------- |
| 1991            | Home and Away                                                         | コンスタブル・ロジャーズ                    | 計3話出演                                                            |
| 1997-1998       | Raw FM                                                                | グレンジャー・ハットン                      | 計3話出演                                                            |
| 2002-2003       | John Doe                                                              | ジョン・ドゥ                                | 計21話出演                                                           |
| 2004            | Dr.HOUSE House                                                        | エド・スノー                                | 第1シーズン第7話「罪と罰」                                           |
| 2004-2005       | NORTH SHORE/ノース・ショア North Shore                                | トミー・ラヴェット                          | 計5話出演                                                            |
| 2005-2009, 2017 | プリズン・ブレイク Prison Break                                       | リンカーン・バローズ                        | メインキャスト 計90話出演                                            |
| 2009            | プリズン・ブレイク ファイナル・ブレイク Prison Break: The Final Break | リンカーン・バローズ                        | テレビ映画                                                           |
| 2011            | キャッスル 〜ミステリー作家は事件がお好き Castle                      | ラッセル・ガンズ                            | 第3シーズン第22話「ロサンゼルス大捜査線」                            |
| 2014-2015       | THE FLASH/フラッシュ The Flash                                        | ミック・ロリー / ヒートウェーブ             | 計5話出演                                                            |
| 2016            | レジェンド・オブ・トゥモロー Legends of Tomorrow                      | ミック・ロリー / ヒートウェーブ             | メインキャスト                                                       |
| 2017            | SUPERGIRL/スーパーガール Supergirl                                    | ミック・ロリー / ヒートウェーブ             | 第3シーズン第8話「クライシス・オン・アースX パート1」                |
| 2017            | ARROW/アロー Arrow                                                    | ミック・ロリー / ヒートウェーブ             | 第6シーズン第8話「クライシス・オン・アースX パート2」                |
| 2019            | BATWOMAN/バットウーマン Batwoman                                      | ミック・ロリー / ヒートウェーブ（アース74） | 第1シーズン第9話「クライシス・オン・インフィニット・アース パート2」 |
| TBA             | Snatchback                                                            |                                             |                                                                      |